# Hermann Hecker
Hermann Hecker (geboren am 29. Juni 1941 in Höxter; gestorben am 1. Mai 2020 ebenda) war ein deutscher Politiker (CDU). Er war von 1999 bis 2009 Bürgermeister der Kreisstadt Höxter.

## Leben
Hecker wurde in Höxter geboren und ist im heutigen Stadtteil Ovenhausen aufgewachsen.
Er trat am 1. Oktober 1970 seinen Dienst bei der Stadt Höxter als Leiter des Rechtsamtes an, wurde später Kämmerer, dann Dezernent und Kämmerer. 1991 wählte ihn der Rat der Stadt Höxter zum Beigeordneten und 1997 zum Ersten Beigeordneten. 1999 wurde Hecker von den Bürgerinnen und Bürgern direkt zum ersten hauptamtlichen Bürgermeister nach der Kommunalverfassungsreform gewählt und 2004 wiedergewählt. Aufgrund des Erreichens der Altersgrenze von 68 Jahren trat Hecker nicht zur Wiederwahl an.
Im Jahr 2009 erhielt Hecker für seine langjährige politische Tätigkeit den Ehrenring der Stadt Höxter.
Er war verheiratet mit Wilma geb. Husemann (*24.05.1938 †13.05.2025) und hatte einen Sohn und eine Tochter. Hecker starb am 1. Mai 2020 in seiner Heimatstadt im Alter von 78 Jahren während der COVID-19-Pandemie in Deutschland an den Folgen von COVID-19.